# Gepeto Impex
Gepeto Impex este o companie producătoare de mezeluri din Constanța, România. Acționarii firmei sunt oamenii de afaceri Robert Boroianu și George Muhscina.
Gepeto deține în localitatea Lumina, din județul Constanța o fabrică de procesare a cărnii cu o capacitate de 60.000 de tone/an, care era în anul 2012 cea mai mare de pe piața locală.
Cifra de afaceri în 2011: 33 milioane euro.